# 刀葉樹平蘚
刀葉樹平蘚（学名：Homaliodendron scalpellifolium）为平蘚科樹平蘚屬下的一个种。

## 扩展阅读
- 維基物種上的相關：刀葉樹平蘚